# Matthias von Stegmann
Matthias von Stegmann (* 1968) ist ein deutscher Schauspieler, Synchronsprecher, Dialogbuchautor, Synchronregisseur, Autor und Opernregisseur.

## Leben
Matthias von Stegmann stammt ursprünglich aus dem Raum München. Er ist der Sohn einer Japanerin und eines Deutschen. Seine Mutter war als Übersetzerin für das Fernsehen tätig. 1987 machte er sein Abitur am Otto-von-Taube-Gymnasium in Gauting bei München. Er lebt mittlerweile seit vielen Jahren in Bayreuth.

## Karriere

### Synchronarbeit
Stegmann begann seine Synchron-Karriere im Alter von zehn Jahren. Er war unter anderem in Fernsehserien wie Unsere kleine Farm, Die Bären sind los und Luzie, der Schrecken der Straße zu hören. Im Alter von 19 schrieb er sein erstes Synchrondrehbuch, mit 20 arbeitete er erstmals als Synchronregisseur. Er schrieb Dialogbücher und führte Regie bei Cheers, Becker, Die Abenteuer des jungen Indiana Jones, Die Nanny, Hör mal, wer da hämmert, Clueless, Mega Man, Die wilden 70er, Die Simpsons und Boston Legal. Außerdem sprach von Stegmann für den in diversen Ländern beschlagnahmten Horrorfilm Braindead die deutsche Stimme der von  Timothy Balme verkörperten Hauptfigur Lionel Cosgrove.
Nach dem Tod von Ivar Combrinck im Jahr 2006 übernahm er dessen Arbeit als Dialogbuchschreiber und Synchronregisseur bei den Zeichentrickserien Die Simpsons, Futurama und Family Guy.

### Oper
Stegmann war in den Jahren 1991 bis 2006 Regieassistent und Spielleiter bei den Bayreuther Festspielen. Diese Tätigkeit führte ihn anschließend an das Royal Opera House in London und an das New National Theatre Tokyo. In Tokio inszenierte er 2005 Wagners Nibelungenring für Kinder, 2007 die Wagner-Oper Der Fliegende Holländer und 2008 den Webers Oper Der Freischütz. 2007 brachte er seine Tokioter Inszenierung von Wagners Nibelungenring für Kinder in deutscher Fassung an die Wiener Staatsoper und 2008 ins Opernhaus Zürich.
An der Ungarischen Staatsoper in Budapest inszenierte er 2009 Giuseppe Verdis Oper I Vespri Siciliani. Im Juni 2010 war unter seiner Regie Don Giovanni an der Uralopera in Jekaterinburg zu sehen. 2010 inszenierte er Pünktchen und Anton an der Wiener Staatsoper (mit Operndirektor Ioan Holender in einer Hauptrolle) und 2011 Rossinis La cambiale di matrimonio für den Musikverein Graz.
Weitere Inszenierungen Stegmanns folgten 2011 mit Die Hochzeit des Figaro bei der Oper Klosterneuburg sowie 2012 mit Lohengrin am New National Theatre Tokyo in Tokio und Tristan und Isolde (Wagner) für den Mindener Richard-Wagner-Verband im Stadttheater Minden, Minden.
2013 inszenierte er in Bayreuth Richard Wagners Frühwerk Rienzi im Rahmen der Feierlichkeiten zum 200. Geburtstag Richard Wagners; die Aufführung wurde in der Bayreuther Oberfrankenhalle unter der musikalischen Leitung von Christian Thielemann aufgeführt. In der Spielzeit 2013/2014 kam unter seiner Regie Puccinis Madama Butterfly an der Oper Kiel auf die Bühne.
Im Mai 2015 setzte er an der Oper Kiel das Werk Matsukaze des japanischen Komponisten Toshio Hosokawa in Szene. 2016 folgte in der Oper Kiel seine Inszenierung von Carmen.
Als Darsteller in einer Operninszenierung war Stegmann 2003 (und auch 2008 und 2016) als Bassa Selim in Mozarts Singspiel Die Entführung aus dem Serail auf der Bühne der Metropolitan Opera in New York City zu sehen.

## Filmografie
Buch und Regie
- The Sixth Sense (mit Bruce Willis, Haley Joel Osment)[3]
- Die Prophezeiung (Bless the Child) (mit Kim Basinger)
- 15 Minuten Ruhm (15 Minutes) (mit Robert De Niro)
- Frequency (mit Dennis Quaid)
- Wild Things[3]
- Eine Nacht bei McCool’s (One night at McCool’s) (mit Matt Dillon, John Goodman, Michael Douglas, Liv Tyler)
- Heartbreakers – Achtung: Scharfe Kurven! (mit Sigourney Weaver, Gene Hackman)[3]
- Mr. Bones
- Zatoichi – Der blinde Samurai (von und mit Takeshi Kitano)
- The Cooler – Alles auf Liebe
- Verschwörung im Berlin-Express
- Maria voll der Gnade
- Science of Sleep (von Michel Gondry, die Synchronisation gewann den Liliput–Preis 2007)[9]
- Die Simpsons – Der Film[10]
- Yes von Sally Porter (die Synchronisation gewann den Liliput–Preis 2006 und den Deutschen Synchronpreis 2007)[11]
- Tony Takitani nach einer Erzählung von Haruki Murakami
- Das Phantom der Oper von Andrew Lloyd Webber
- Niko – Ein Rentier hebt ab (2008)
- Mifune – Dogma III (Dogma/Lars von Trier) (nur Drehbuch)
- Der Teufelsgeiger ein Film über Paganini mit David Garrett (hier auch Teilregie bei den Sprachaufnahmen) (nur Drehbuch)
- Still Alice, mit Julianne Moore
- Hikari (2017)
- Your Name. – Gestern, heute und für immer (Dialogbuch und Regie)
- Red Sparrow (Dialogbuch)